# Omni William Penn Hotel
El Omni William Penn Hotel es un hotel de 23 pisos (3 subterráneos) ubicado en 530 William Penn Place en Mellon Square en el centro de Pittsburgh, Pensilvania. Una variedad de luminarias se han alojado en el hotel, incluido John F. Kennedy. Su personal creó la famosa máquina de burbujas de Lawrence Welk, y fue el sitio de la propuesta de matrimonio de Bob Hope en 1934. H ganado numerosos premios, incluido ser incluido en la lista "Best of Weddings 2009" de The Knot y recibir el premio Editor's Choice Award en la categoría Business Hotels en Suite101.com.
Es miembro de Historic Hotels of America, el programa oficial del National Trust for Historic Preservation.
También cuenta con un restaurante galardonado que data de 1916, el Terrace Room, que presenta, entre otras comodidades, un mural de pared titulado "La toma de Fort Pitt". The Terrace Room fue votado como el establecimiento "Mejor restaurante de hotel" en 2008 y 2009 por los lectores del periódico de la ciudad de Pittsburgh.

## Historia
Construido entre 1915 y 1916, el William Penn por 6 millones de dólares abrió el 11 de marzo de 1916, en lo que los periódicos aclamaron como el hotel más grande de la nación, su primera noche fue sede de la gala anual de la Cámara de Comercio de Pittsburgh y se registró como la gala más grande en historia de la ciudad hasta ese momento con el Secretario de Estado de los EE. UU. Philander Knox como anfitrión del evento. El hotel original cubría la mitad occidental de la cuadra, frente a Mellon Square.

### Historia
Fue comprado a sus propietarios originales, Pittsburgh Hotel Company, en 1928 por Eppley Hotel Company. Eugene Eppley financió una gran expansión en 1929, ocupando la mitad oriental restante de la manzana, lo que convirtió al William Penn en el segundo hotel más grande del mundo. La expansión elevó el número de habitaciones a 1600 e incluyó un salón de baile Art Deco en lo alto del hotel concebido por el destacado diseñador Joseph Urban. Sin embargo, Eppley perdió el control del hotel durante la Gran Depresión y los nuevos propietarios contrataron a Statler Hotels, que administró el hotel entre 1940 y 1951.
Eppley recuperó la participación mayoritaria entre 1950 y 1954, asumiendo la gestión del hotel de manos de Statler el 1 de enero de 1952. La venta del hotel el 4 de junio de 1956 de Eppley Hotel Company a Sheraton Corporation fue parte de la segunda venta de hotel más grande en la historia de los Estados Unidos. El hotel pasó a llamarse Penn-Sheraton Hotel.
Sheraton vendió el hotel el 22 de mayo de 1968 a Nomarl, un grupo de inversores locales, por 7,75 millones de dólares y el William Penn volvió a su nombre original. Con menos demanda de hoteles en la ciudad, Nomarl redujo la cantidad de habitaciones de 1300 a 900, y las habitaciones no utilizadas se convirtieron en dormitorios para la Universidad de Duquesne. Nomarl, a su vez, vendió el hotel a Alcoa en 1971.
En 1984, Alcoa contrató a Westin Hotels para administrar el hotel, que se convirtió en el Westin William Penn, luego de 20 millonesde dólares en renovaciones que redujeron el hotel de 840 a 650 habitaciones dentro del enorme edificio. Finalmente fue adquirido por Omni Hotels & Resorts y pasó a llamarse Omni William Penn el 31 de enero de 2001.

### Eventos e invitados destacados
Entre los principales eventos que ha albergado el hotel:
- 10 de noviembre de 1921: banquete en honor del mariscal Foch organizado por el gobernador y el alcalde.[16]
- 28 de abril de 1930: Gideons International celebra su 50.ª convención anual en el hotel y reparte más de 500 biblias.
- 2 de octubre de 1930: Se forma el Instituto de Ingenieros de Transporte en una reunión en el hotel.
- 17 de octubre de 1930: Gala de los gobernadores del Tri-State de Pittsburgh (Ohio, Pensilvania y West Virginia) celebrada con discursos y presentaciones sobre la apertura de la Lincoln Highway en sus respectivos estados.
- 3 de noviembre de 1930: se publica una declaración del presidente Herbert Hoover en la gala que celebra el décimo aniversario de KDKA-AM y la industria de la radio mundial.
- Enero a febrero de 1937: Count Basie y su orquesta tocan "Chatterbox". Transmisión en vivo grabada y emitida en 1974 por Jazz Archives Recordings (JA-16). Primera grabación conocida de la banda de Basie con Lester Young, Hershel Evans, Buck Clayton, et al.
- 26 de marzo de 1938: La formación de Point State Park y lo que se convertiría en el Renacimiento de Pittsburgh se anuncia en el salón de baile a 600 líderes y dignatarios locales invitados.
- 17 de julio de 1942: United Steelworkers celebra una importante conferencia en respuesta a las necesidades de acero en tiempos de guerra y acepta el salario de 44 centavos propuesto por War Labor Board.
- 2 de noviembre de 1944: Discurso del vicepresidente Harry S Truman.[17]
- 15 de enero de 1948: El Secretario de Estado y General retirado del Ejército y jefe de Estado Mayor del Ejército, George C. Marshall, pronuncia un discurso transmitido a nivel nacional en la 74.ª reunión anual de la Cámara de Comercio. También apareció en las noticias mundiales poniendo fin a las especulaciones de que se postularía para presidente.[18][19][20]
- 15 de febrero de 1950: se lleva a cabo en el hotel la primera conferencia anual de Pittsburgh sobre química analítica y espectroscopia aplicada.
- 6 de diciembre de 1954: 118 empresas, escuelas y hospitales, todos con 80 años o más, son honrados en la gala del 80 aniversario de la Cámara de Comercio de Pittsburgh, organizada por William Block de William Block & Scaife Co. de Post-Gazette. Alan Scaife, las 2 firmas más antiguas.
- 8 y 9 de octubre de 1956: los presidentes Harry S Truman y Dwight D. Eisenhower se hospedan en el hotel en el fragor de sus campañas mientras Eisenhower pronuncia un importante discurso en el salón de baile del hotel.[21]
- 1 de noviembre de 1956: Adlai Stevenson, Richard Nixon y Pat Nixon pasan la noche en el hotel.[22]
- 3 al 5 de septiembre de 1960: se lleva a cabo en el hotel la 18.ª Convención Mundial de Ciencia Ficción.
- 21 de septiembre de 1963: Lyndon B. Johnson da un importante discurso en el hotel y pasa la noche en la suite presidencial.
- 3 de abril de 1970: el presidente del zoológico, Edward Magee, se dirige a una conferencia de Rotary junto con Rani, el elefante de 8 meses, 2 corderos, una tortuga mordedora, un burro, una llama y un águila.
- 3 de septiembre de 1980: Maureen Reagan en la campaña electoral de su padre, Ronald Reagan, habló en una recaudación de fondos en el hotel.
- 31 de octubre de 1980: Ronald Reagan visita para dar un discurso.
- 5 de abril de 1984: Walter Mondale habla en una recepción celebrada en su honor en el hotel.
- 20 al 22 de junio de 1999: La 2.ª Conferencia anual internacional de senderos y vías verdes.[23]

Desde 1939 hasta la década de 1960, el hotel fue el anfitrión anual del banquete de premios deportivos Dapper Dan de la región.

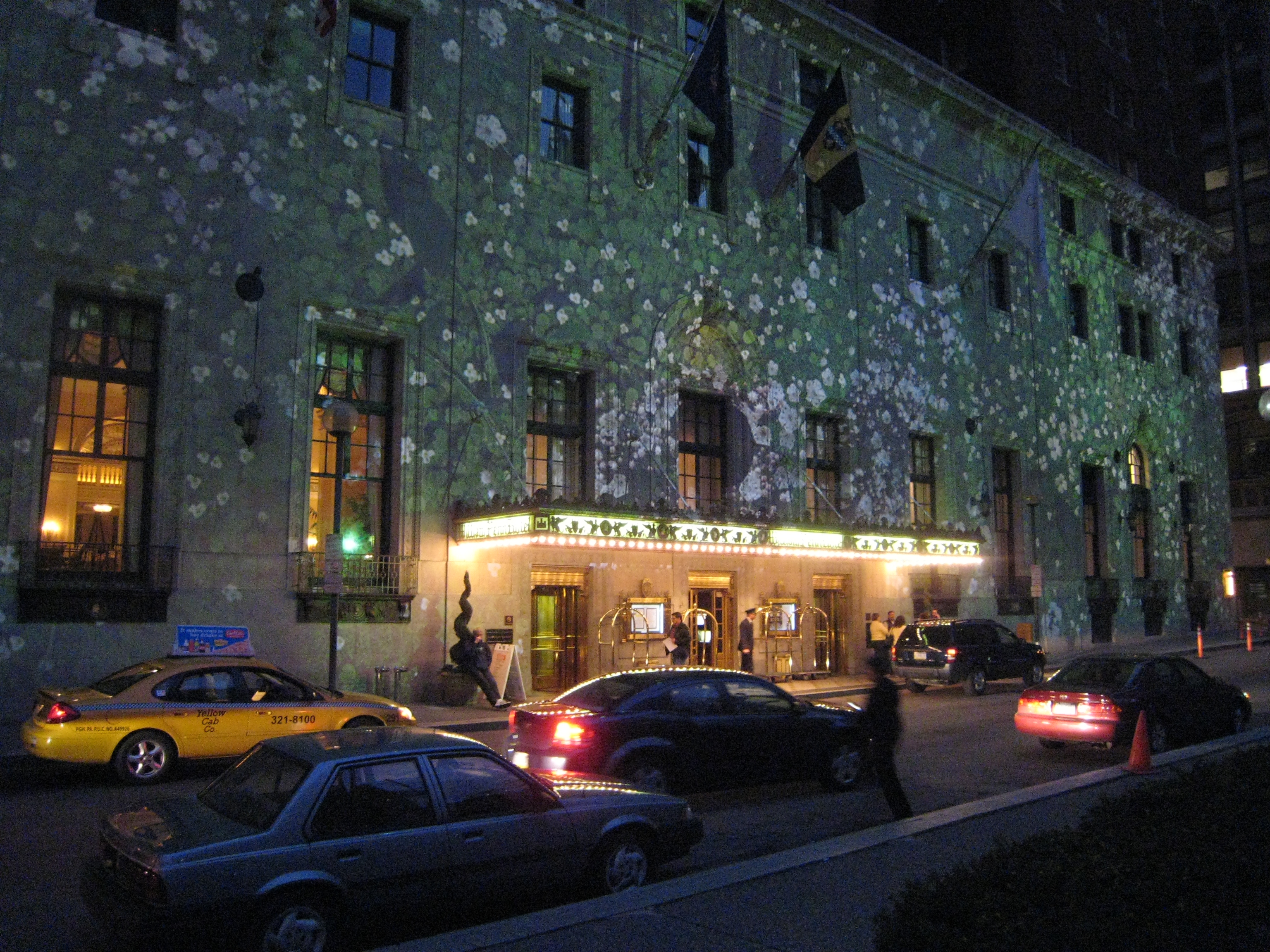
Exterior del hotel durante un espectáculo de luces en 2008
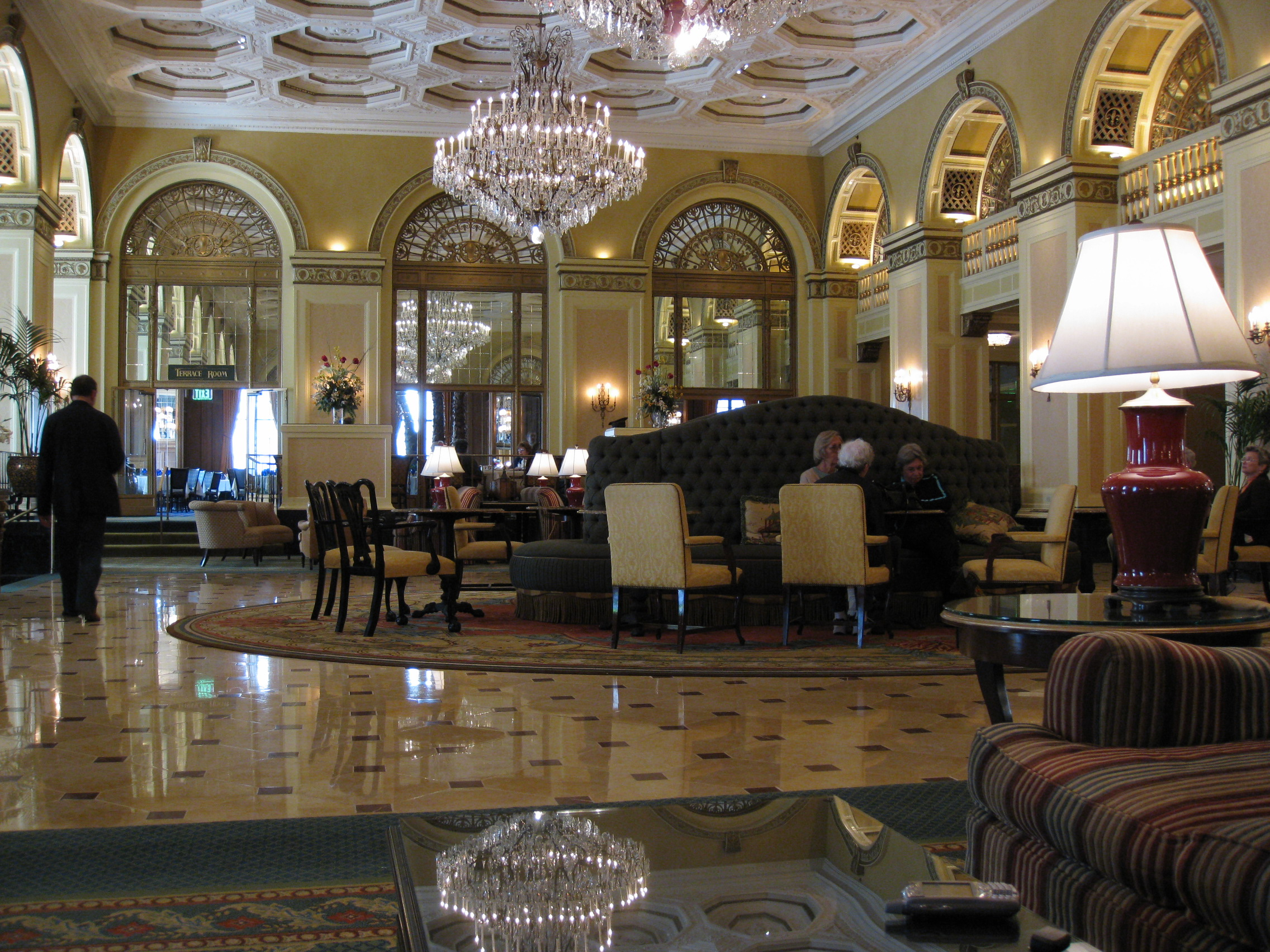
El lobby
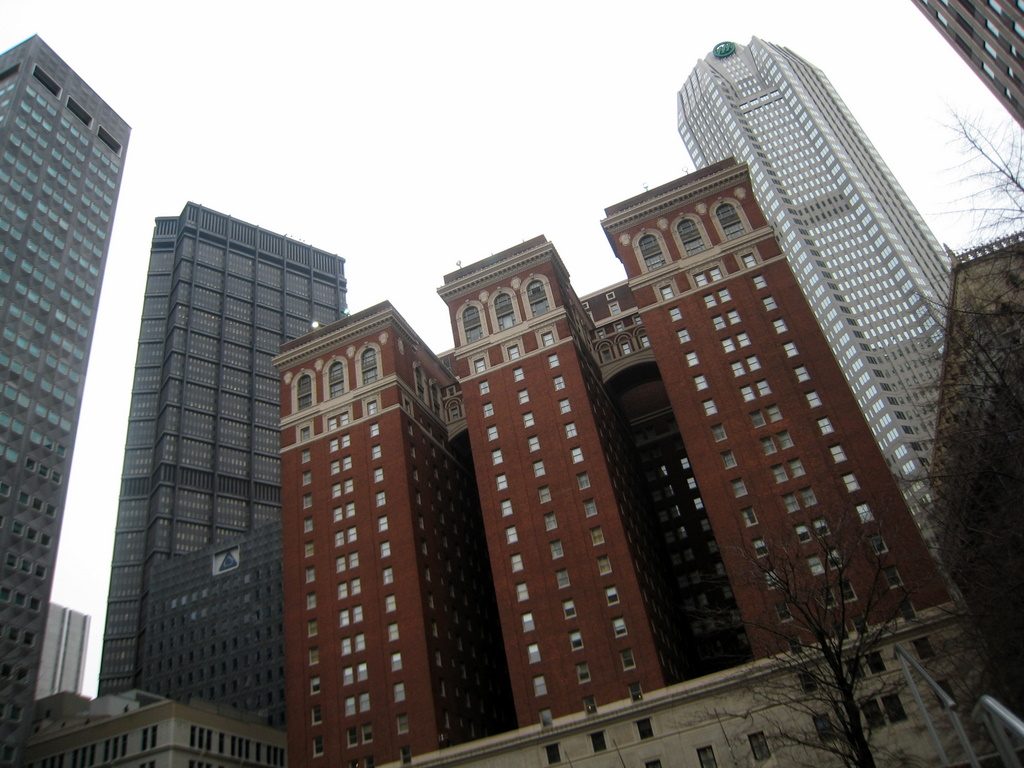
Vista del Omni William Penn Hotel desde Mellon Square